# Virgen de Guadalupe (La Gomera)
La Virgen de Guadalupe es una advocación de la Virgen María, patrona de la isla de La Gomera, Canarias, España. La imagen se venera en la Ermita de Nuestra Señora de Guadalupe en la zona de Puntallana en San Sebastián de La Gomera, capital de la isla.

## La aparición
Un navío del siglo xvi, en ruta hacia América, pasó cerca de la isla de La Gomera. Sus tripulantes advirtieron en tierra muchas luces brillantes que salían de una cueva. Atraídos por ello descendieron a tierra y encontraron en la cueva una pequeña imagen de la Virgen María con su hijo en brazos. Los marineros trasladaron la prodigiosa imagen al barco. 
Pero tras esto, por más que lo intentasen no podían navegar, además una bandada de gaviotas enloquecidas se abalanzó sobre el barco, incluso una de estas aves intentó atrapar la imagen mariana con sus garras y picos. Los marineros entendieron que era voluntad de la Señora morar en su cueva, en donde fue hallada, por lo que los tripulantes de la nave devolvieron la imagen al mismo lugar que la encontraron. Se dirigieron al puerto cercano de San Sebastián de La Gomera, informando a las autoridades de todo lo sucedido. Todos fueron al lugar, llamado Puntallana y allí se le construyó una ermita.
Su ermita está en una marisma a la que se accede en pequeños barcos de vela. No está claro el origen de la advocación de «Guadalupe» para esta imagen. Es probable que fuera proclamada con esta advocación guadalupana debido a las buenas relaciones entre el primer conde de La Gomera, Guillén Peraza de Alaya y Bobadilla —quién edificó la ermita— y el monasterio de Guadalupe en Cáceres, Extremadura, donde también se venera una imagen de la Virgen de Guadalupe con tradición propia.

## La imagen de la Virgen
La escultura, de color moreno, de unos 25 centímetros de altura fue invocada como Nuestra Señora de Guadalupe, proclamándosela celestial patrona de la isla de La Gomera. Aunque la histórica patrona de la isla de La Gomera fue la Virgen del Buen Paso que actualmente se venera como patrona en Caravelí, cerca de Arequipa —sur del Perú— lugar a donde fue trasladada la imagen en el siglo xvii. Aunque la devoción por la advocación de Guadalupe es antigua en La Gomera, datando del siglo xvi y relacionándose con la evangelización castellana de América, no hay pruebas de su patronazgo insular hasta bien entrado el siglo xix, cuando se establece la Bajada Lustral y se convierte la fiesta en honor a Nuestra Señora de Guadalupe como una fiesta insular.
La talla de Guadalupe es una imagen flamenca del siglo xvi, de la que se cree es de procedencia sevillana, aunque algunos expertos atribuyen su origen en la ciudad de Malinas —actual Bélgica—. La Virgen Madre se presenta con el cuerpo ligeramente arqueado —típico de las imágenes góticas—, mientras el Niño Jesús la abraza levemente, estando éste de perfil. La imagen fue restaurada por el escultor orotavense Ezequiel de León, conocido por su restauración de la imagen de la patrona de Canarias, la Virgen de Candelaria en Tenerife. Durante esta restauración se descubrió su primitivo manto oculto por los repintes posteriores que le fueron practicados a la talla.
En su mano izquierda, la Virgen lleva un ramillete de flores doradas. Son un total de seis flores en cuyo centro cada una de ellas lleva una perla. Al parecer, se trata de un ramito de salado, planta que ocupa un importante papel en las celebraciones que se le dedican a la Virgen. Debido a la poca estatura de la pieza, y con el fin de realzarla, ésta ha sido colocada sobre varios escabeles pintados de diversos colores: marrón, azul, rojo y verde, llevando este último el escudo de la isla.
Cabe señalar que la pequeña estatua consigue también mayor realce gracias a la corona. Tanto la Virgen como el Niño llevan sendas coronas realizadas en plata y culminadas con unas pequeñas cruces. La Virgen, además, cuenta con el añadido de una aureola en forma de sol, con doce estrellas, en cada uno de sus extremos. Pese a no ser una imagen de vestir, generalmente aparece vestida con un manto blanco que le cubre la espalda, mientras el resto del cuerpo frontal permanece visible. Entre los mantos más destacados de la Virgen de Guadalupe destaca el manto llamado «de los nudos marineros» que suele ser el que lleva puesto la imagen cuando realiza su bajada a San Sebastián de La Gomera cada cinco años, así como el manto bordado por las monjas oblatas de San Cristóbal de La Laguna en Tenerife, entre otros.

## Coronación canónica
La imagen fue coronada canónicamente el 12 de octubre de 1973, día de La Hispanidad, habiendo sido coronada el mismo día, pero 68 años antes, la Virgen de Guadalupe de Cáceres. El rito de la coronación fue realizado por el entonces obispo de Tenerife Luis Franco Cascón, y en esa ceremonia actuaron como padrinos el gobernador civil de la provincia de Santa Cruz de Tenerife y su esposa.
Dicha coronación se realizó coincidiendo con la bajada lustral del año 1973, siendo un acto multitudinario en donde según la prensa de la época, se congregaron en San Sebastián «más de la mitad de los habitantes de La Gomera» sin contar a los visitantes de distinta procedencia que también habían acudido a la isla por ese motivo.

## La bajada
Desde 1872 se celebra la bajada de la Virgen de Guadalupe desde su santuario de Puntallana hasta la capital de la isla, San Sebastián de La Gomera, para después recorrer la imagen mariana todos los pueblos de La Gomera. Esta bajada tuvo su origen en una crisis de fe en el pueblo debido a las circunstancias históricas del momento, por lo cual, el mayordomo de la Virgen solicita al párroco de la Iglesia Matriz de la Asunción, de la villa capital que le pida al obispo de Tenerife que la imagen de «La Morenita de Puntallana» bajase a la capital de la isla cada cinco años, petición que fue aprobada por el obispado.
Posteriormente con la mejora de las comunicaciones terrestres, el obispado de Tenerife decidió en 1968 que la imagen no solo bajase a San Sebastián sino que recorriese toda la isla y visitase todos los municipios y todos sus pueblos, entre ellos; Agulo, Alajeró, Hermigua, Vallehermoso y Valle Gran Rey. Es la única bajada de las Islas Canarias en la que la Virgen se traslada desde su santuario a la capital de la isla por mar. La bajada empieza el lunes siguiente al primer sábado de octubre, y tras esta peregrinación por toda la isla, la imagen regresa a su ermita. Dicho regreso coincide con el día de la onomástica de esta advocación mariana, es decir el 12 de diciembre o bien el sábado siguiente. Una vez en su templo, la imagen no vuelve a realizar esta cita lustral hasta dentro de cinco años. La última y más reciente bajada se celebró entre octubre y diciembre de 2023, la próxima será en 2028.
Cada año, cuando no es año de bajada, se celebra la llamada Fiesta de Puntallana o Fiesta de Octubre, el lunes siguiente al primer sábado del mes de octubre, en la cual muchos fieles peregrinan a Puntallana y se realiza una procesión de la patrona gomera por los alrededores de su santuario. También cada 25 de junio —día posterior a la festividad de San Juan Bautista— se celebra en Puntallana el tradicional baño de las cabras en la orilla del mar, es una tradición puramente pastoril, que incluye también una misa en la ermita y posterior procesión de la imagen de la Virgen de Guadalupe por los alrededores al son de los tambores y las chácaras gomeras.

## Efemérides
En 1964, la imagen de Guadalupe realizó una peregrinación extraordinaria con motivo de la construcción del Seminario Diocesano Nivariense, en la cual recorrió toda la isla. Peregrinaciones similares ocurrieron en las demás islas de la Diócesis de Tenerife con sus respectivas patronas insulares.

## Canción popular
Una canción popular dice:

Virgen de Guadalupe,
morenita agraciada,
todo tu pueblo te aclama
Gomera de Puntallana.

## Otras imágenes

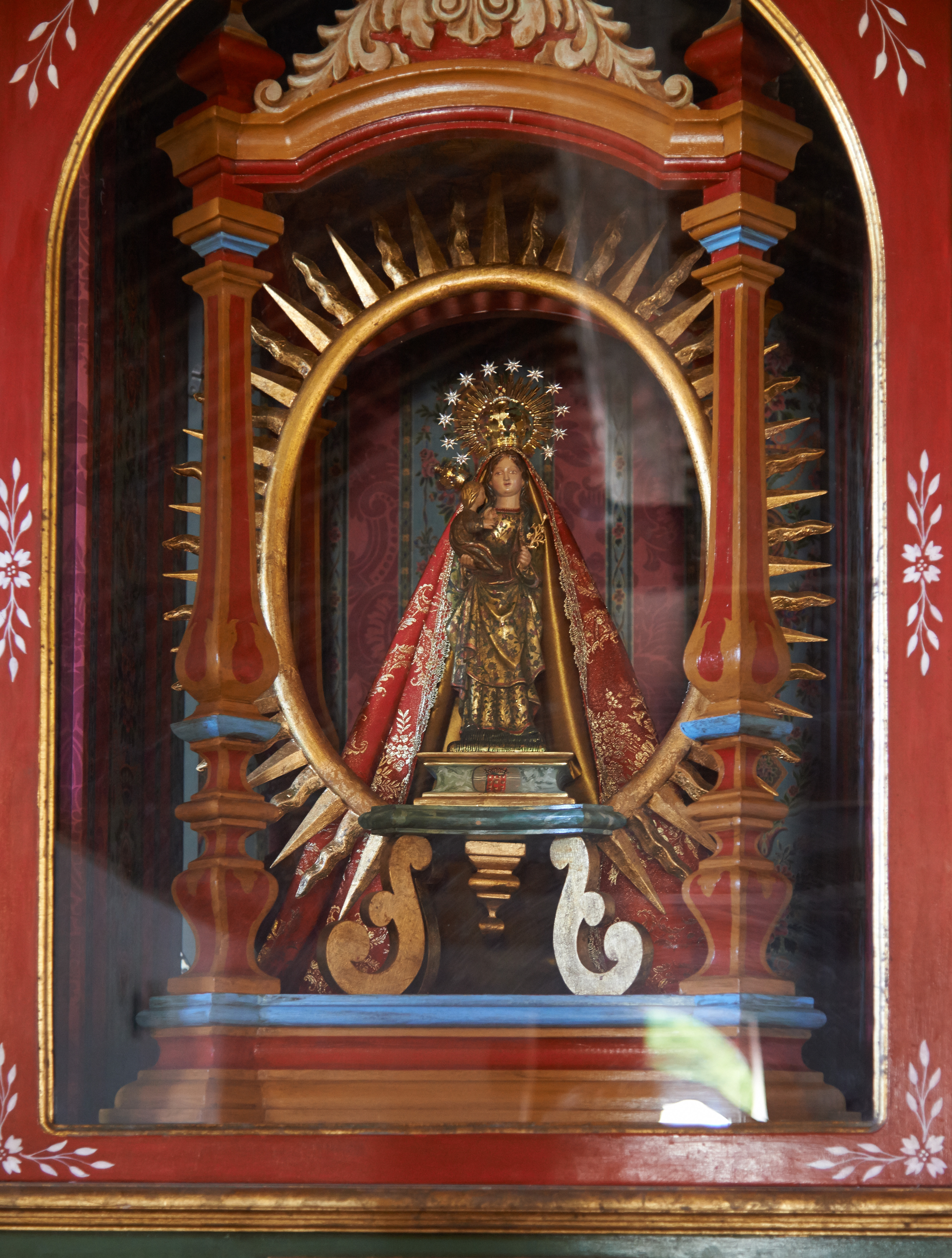
Réplica de la Virgen de Guadalupe de La Gomera venerada en Adeje (Tenerife).

- En el municipio de Adeje en el sur de la isla de Tenerife existe una réplica exacta de la Virgen de Guadalupe de La Gomera. También en Tenerife concretamente en el barrio lagunero de Taco existe otra réplica de esta Virgen que es muy venerada por los gomeros que viven en dicho lugar.

- La Virgen de Guadalupe también se venera en el Hogar Canario-Venezolano de Caracas junto a las patronas insulares del resto de las islas del archipiélago canario.